# Carlos Andrés Ibáñez
Carlos Andrés Ibáñez González (Cali, 30 oktober 1981) is een Colombiaans voormalig professioneel wielrenner. Hij won in 2008 de Ronde van Spanje voor amateurs.

## Belangrijkste overwinningen
2002
- Pan-Amerikaans kampioenschap tijdrijden, Elite
- 5e etappe Ronde van Táchira

2003
- 9e etappe Ronde van Colombia

2006
- 9e etappe Ronde van Colombia